# Crkva sv. Kate u Novigradu
Crkva sv. Kate «poglavita odvjetnica mjesta» u Novigradu, sagrađena je u 10. stoljeću, ujedno i najstarija crkva općine Novigrad u Zadarskoj županiji.
Na istoj lokaciji sagrađen je bio samostan sa svojom crkvom sv. Kate. Još su i danas dvije ploče sačuvane s pleternom ornamentikom, dok najljepša treća je nestala. Sa strane glavnih vrata ima dijelove pluteja s pleternim ukrasima, te u krugovima simetričnim grožđe jedu. Turci 1571. je ruše, i obnovljena je 1700. godine. Srušena je ponovo 1891. u potresu. Crkva je 120 godina kasnije u funkciji liturgije, i 24. studenog obnovljenu crkvu blagoslovio je monsinjor Zadarski Želimir Puljić. Obnova je trajala deset godina iz fonda Ministarstva kulture RH i općine Novigrad.